# NTT-ME
NTT-ME（株式会社エヌ・ティ・ティエムイー、英: NTT-ME CORPORATION）は、NTTグループのネットワークサポート事業及び一般市場向けネットワークビジネス事業を展開する日本の企業。NTT東日本の完全子会社。
エムイー（ME）とは、Multimedia＆Engineering の頭文字に由来する。

## 組織
NTT東日本の通信網の設計・構築・維持などが大きな柱となっている。そのため各NTT東日本の営業所などに、同社も入っていることが多い。
- ネットワークサービス事業本部
  - 事業運営部
  - ネットワークデザイン部
  - ネットワーク運営センタ
  - エンジニアリングセンタ
  - ビジネスサービスセンタ
  - 東京事業所　（東京・山梨ネットワークサービスセンタ）
  - 神奈川事業所（神奈川ネットワークサービスセンタ）
  - 千葉事業所　（千葉・茨城ネットワークサービスセンタ）
  - 関信越事業所（埼玉・栃木・群馬・長野・新潟ネットワークサービスセンタ）
  - 東北事業所　（宮城・福島・岩手・青森・山形・秋田ネットワークサービスセンタ）
  - 北海道事業所（北海道ネットワークサービスセンタ）
  - 東京オリンピック・パラリンピック推進PT
- ネットワークビジネス事業本部
  - 事業企画部
  - サイバーセキュリティトセンタ
  - エンジニアリングサポートビジネス部
  - ISP推進部
  - ITシステムビジネス部
- 経営企画部
- 総務人事部
- 財務部

## 沿革
- 1988年（昭和63年）
  - 2月8日 - 株式会社エヌ・ティ・ティ テレコムエンジニアリング東京（NTT-TE東京）がNTTの100%出資により設立される。
  - 3月14日 - 株式会社エヌ・ティ・ティ テレコムエンジニアリング関東（NTT-TE関東）がNTTの100%出資により設立される。
  - 3月23日 - 株式会社エヌ・ティ・ティ テレコムエンジニアリング信越（NTT-TE信越）がNTTの100%出資により設立される。
    - NTT-TE関東、NTT-TE東京及びNTT-TE信越は、1990年代後半にNTTが実施した情報通信機器販売、故障修理等のアウトソーシングの受託会社として規模を拡大する。
- 1995年（平成7年）12月 - NTT-TE東京が、総合ディジタル通信サービス（ISDN）のターミナルアダプタ「MN128」を発売開始する（実際の機器の開発・製造は株式会社ビー・ユー・ジーが担当）。
- 1998年（平成10年）7月 - NTT-TE東京が、「XePhion」ネットワーク構築・ベアラサービスを開始する。
- 1999年（平成11年）
  - 1月 - NTT-TE東京が、IP-VPNサービスを開始する。
  - 4月1日 - NTT-TE関東を承継会社として、NTT-TE関東、NTT-TE東京及びNTT-TE信越が合併し、株式会社エヌ・ティ・ティ エムイー（NTT-ME）が発足する。この時、池田茂社長の配下の組織であったNTTマルチメディアビジネス開発部の一部が合流する。
  - 7月1日 - NTTの再編成に伴い、NTT東日本の100%出資会社となる。
  - 7月 - インターネットサービスプロバイダ「WAKWAK」サービスを開始する。
- 2000年（平成12年）12月 - 「XePhion」スーパーバックボーン2000を構築する。「WAKWAK」提供エリアを全国に拡大する。
- 2001年（平成13年）
  - 4月 - 「LoveMECall」の全国サービスを開始する。
  - 12月 - 「XePhion」広域イーサネットサービスを開始する。「WAKWAKコール・ゴー・ゴー」（現「XePhionコールPro」）サービスを開始する。
- 2003年（平成15年）3月 - 本社を千代田区神田神保町に移転する。
- 2004年（平成16年）1月 - バックボーン増強とQoS機能拡充を目的に、「XePhionIII」（WDM）を構築する。
- 2005年（平成17年）7月 - NTT東日本の都道県域会社の見直しに伴い、電話網・県間通信ネットワークを含めたIP網の構築・維持・運用・サービス品質管理等の受託業務を開始する。
- 2007年（平成19年）4月 - 「東日本テクニカルセンタ」設立。プライバシーマーク取得。
- 2008年（平成20年）5月 - 本社を現在地（豊島区東池袋3）に移転する。
- 2015年（平成27年）1月 - 「ネットワーク運営センタ」新設。
- 2017年（平成29年）7月 - ネットワークサービス事業本部を2部（事業運営部・事業企画部）3センタ（ネットワーク運営センタ・エンジニアリングセンタ・ビジネスサービスセンタ）6事業所（東京（東京都・山梨県）、神奈川（神奈川県）、千葉（千葉県・茨城県）、  関信越（埼玉県・栃木県・群馬県・長野県・新潟県）、東北（宮城県・福島県・岩手県・青森県・秋田県・山形県）、北海道（北海道））に編成変更。
- 2019年（令和元年）7月 - ネットワークサービス事業本部編成を変更。将来のネットワーク構成を策定するネットワークデザイン部を創設。

## サービス・商品
- ネットワークサービス
  - 広域ネットワークサービス
  - IP電話サービス
  - インターネットプロバイダ（WAKWAK)
  - ワンストップネットワーク監視・保守
  - 診療所向け電子カルテサービス
- エンジニアリングサービス
  - システム構築支援
  - ネットワーク運用・保守サービス
  - 全国工事調整サービス
  - WAN高速化ソリューション
- アプリケーションサービス
  - セキュリティソリューション
  - 地図情報ソリューション
  - 金融情報サービスソリューション
  - コールセンタソリューション
  - 環境ソリューション
- カスタマサービス
  - ホームネットワークソリューション
  - マンションソリューション
  - サポートサービス
  - 研修サービス
- NTTグループネットワークサポート事業

## その他
2005年11月9日にNTTが公表した「NTTグループ中期経営戦略の推進について」では、NTTグループ各社が提供しているインターネット接続等の上位レイヤサービスの事業主体を一体化することにより、事業の効率化を推進することとなっている。これに基づき、NTT東日本では傘下企業のうち、インターネット接続サービス等を手がけている株式会社ぷららネットワークスをNTTコミュニケーションズ（現・NTTドコモビジネス）の子会社として移管した。